# 浜崎勝
浜崎 勝（はまさき まさる、1931年10月8日 - ）は旧満洲国関東州大連市出身の元プロ野球選手。父は、阪急ブレーブスや高橋ユニオンズ、国鉄スワローズで監督を歴任した浜崎真二。

## 来歴・人物
父である真二が満洲にいる時（南満洲鉄道勤務。満洲倶楽部で都市対抗野球にて活躍していた）に、大連市にて出生。父の満洲暮らしとともに、満洲で育ち、大連第二中学校を卒業した。
1953年、真二が監督を務める阪急に入団。プロ野球史上初めての親子選手として話題になった。しかし、「浜崎真二の息子」という親の七光りという評価を覆すことはできなかった。阪急では出場機会なしに終わり、翌1954年に真二の監督移籍に伴い、新興球団の高橋に移籍。高橋では戦力不足のチーム事情もあり、守備固めとして68試合に出場した。しかし、打撃センスのなさはいかんともし難く、同年末をもって現役引退した。
真二同様、体格が低かったが、真二よりは身長で10cm程度高かったほど、体格は良かったと伝わっている。

## 詳細情報

### 年度別打撃成績
| 年 度     | 球 団     | 試 合 | 打 席 | 打 数 | 得 点 | 安 打 | 二 塁 打 | 三 塁 打 | 本 塁 打 | 塁 打 | 打 点 | 盗 塁 | 盗 塁 死 | 犠 打 | 犠 飛 | 四 球 | 敬 遠 | 死 球 | 三 振 | 併 殺 打 | 打 率 | 出 塁 率 | 長 打 率 | O P S |
| --------- | --------- | ----- | ----- | ----- | ----- | ----- | -------- | -------- | -------- | ----- | ----- | ----- | -------- | ----- | ----- | ----- | ----- | ----- | ----- | -------- | ----- | -------- | -------- | ----- |
| 1954      | 高橋      | 68    | 76    | 71    | 3     | 8     | 1        | 0        | 0        | 9     | 5     | 3     | 1        | 3     | 0     | 2     | --    | 0     | 14    | 0        | .113  | .137     | .127     | .264  |
| 通算：1年 | 通算：1年 | 68    | 76    | 71    | 3     | 8     | 1        | 0        | 0        | 9     | 5     | 3     | 1        | 3     | 0     | 2     | --    | 0     | 14    | 0        | .113  | .137     | .127     | .264  |

### 背番号
- 43（1953年）[1]
- 5（1954年）[1]